# Jefe tribal

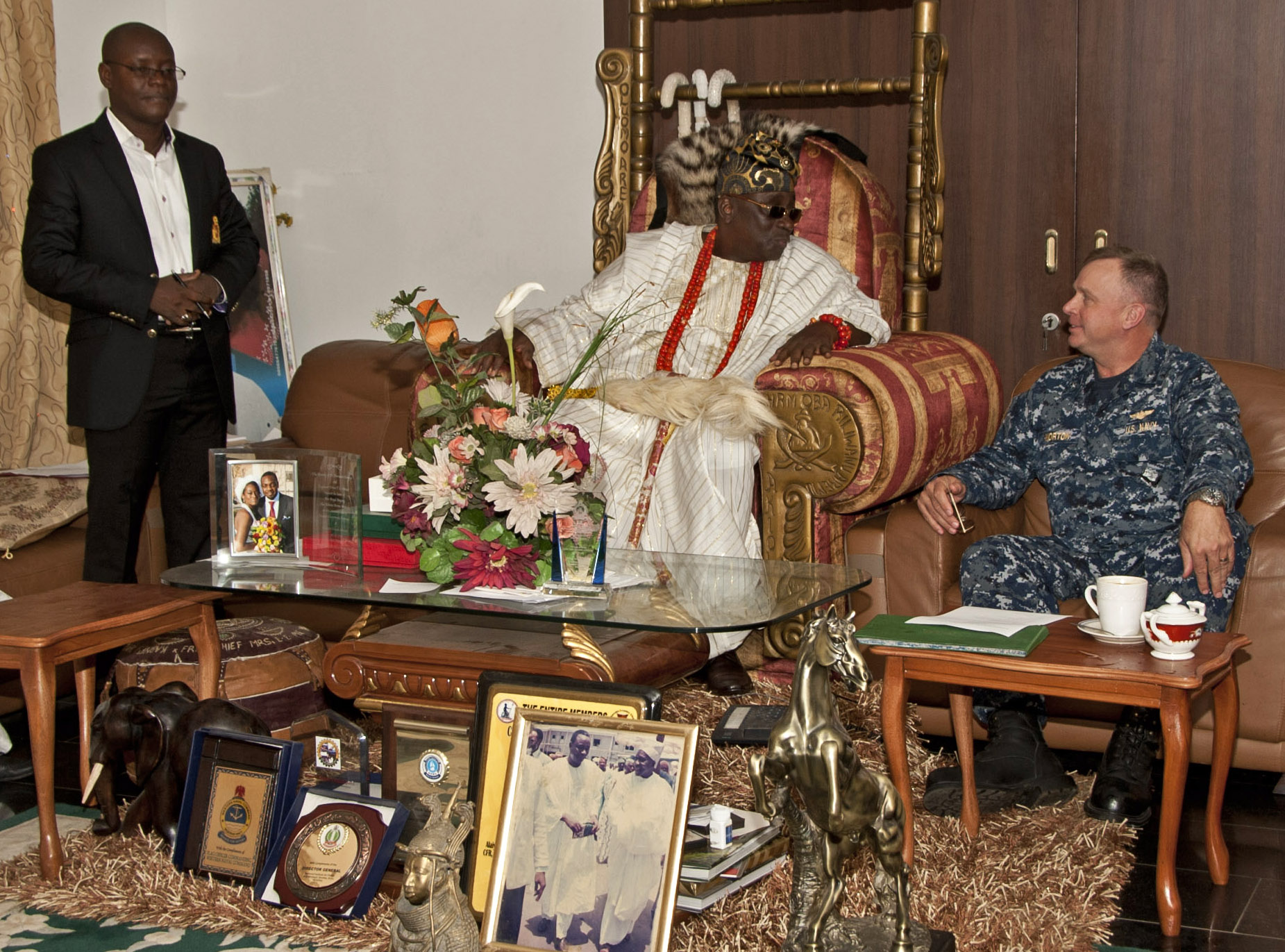
Su majestad el Rey Alaiyeluwa Oba Riliwanu Babatunde Osuolale Arema Akiolu I, el Oba de Lagos, recibiendo en su sede a un almirante estadounidense (Nigeria, 2011).

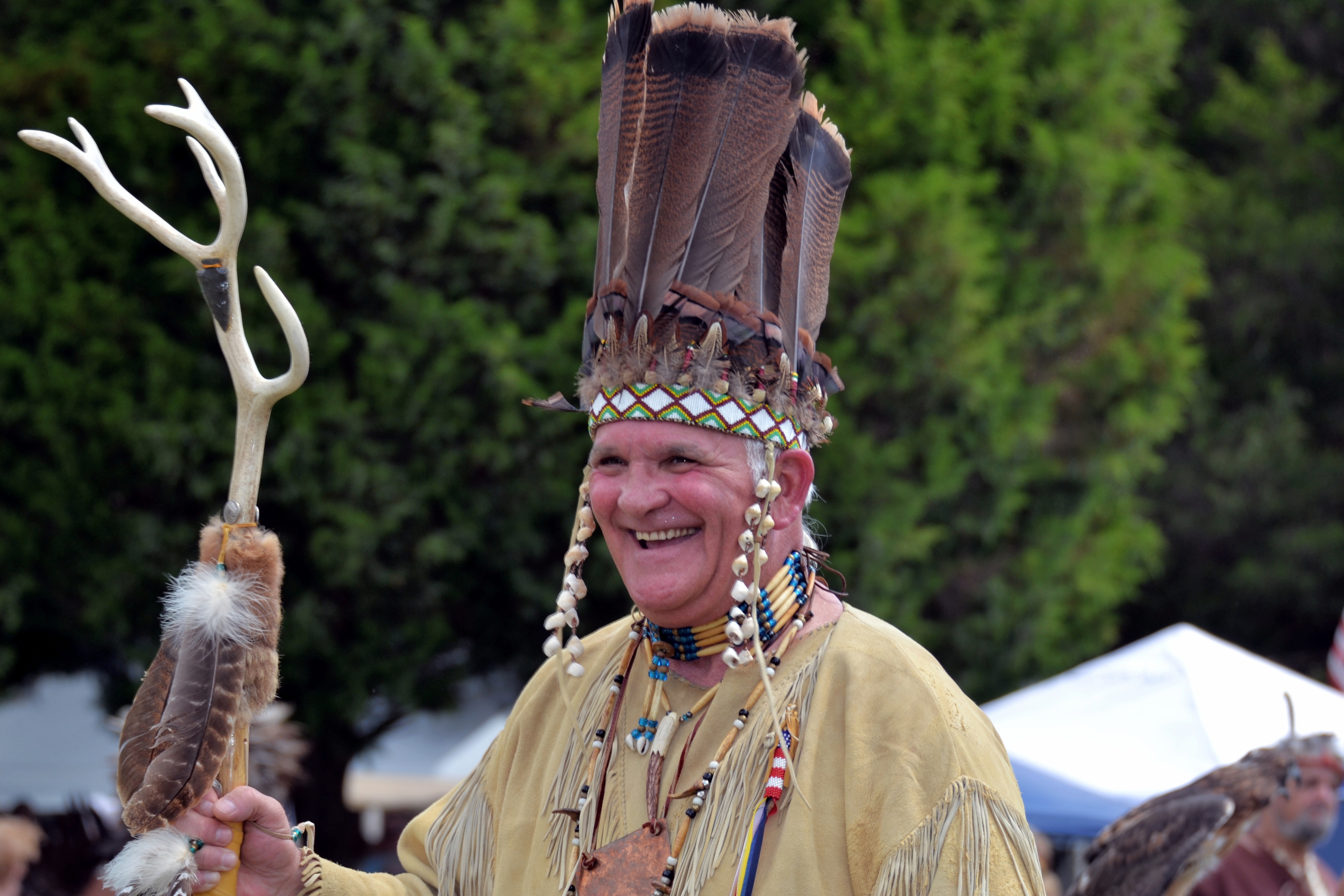
El jefe tribal Barry Bass de la Asociación Tribal India Nansemond (Virginia, EE. UU.).

Un jefe o líder tribal (o también cacique, por extensión del término) es el dirigente de una sociedad tribal o sociedad de jefatura en África, América y Asia. Muchos de estos títulos fueron abolidos durante la época del colonialismo europeo, aunque algunos siguen vigentes en la actualidad.
Las sociedades tribales con estratificación social bajo un líder único (o dual) surgieron en el neolítico de estructuras tribales anteriores con poca estratificación, y mantuvieron prevalentes a lo largo de la Edad del Hierro. En el caso de las sociedades tribales indígenas que existen dentro de los estados coloniales y postcoloniales más grandes, los jefes tribales pueden representar a su tribu o etnia en una forma de autogobierno.
Los tipos más comunes de jefes tribales son el que preside un consejo (generalmente «de ancianos») y/o una asamblea popular más amplia en culturas «parlamentarias», un jefe de guerra (puede ser un puesto alternativo o adicional en tiempos de guerra), el jefe hereditario, o bien el curandero (que en culturas teocráticas también tiene un determinado poder político).
El término suele ser distinto de los jefes de los niveles inferiores, como «jefe de aldea» (definido geográficamente) o «jefe de clan» (una noción esencialmente genealógica). El adjetivo «tribal» requiere una identidad etno-cultural (racial, lingüística, religiosa ...etc.) así como alguna expresión política (representativa, legislativa, ejecutiva y/o judicial). En ciertas situaciones, y especialmente en un contexto colonial, el miembro más poderoso de una confederación o una federación de tales jefes tribales, de clanes o de aldeas sería referido como un «jefe supremo». Sin embargo, este término se ha dejado de usar en gran medida, y a tales personajes ahora se les suele llamar reyes.

## Historia

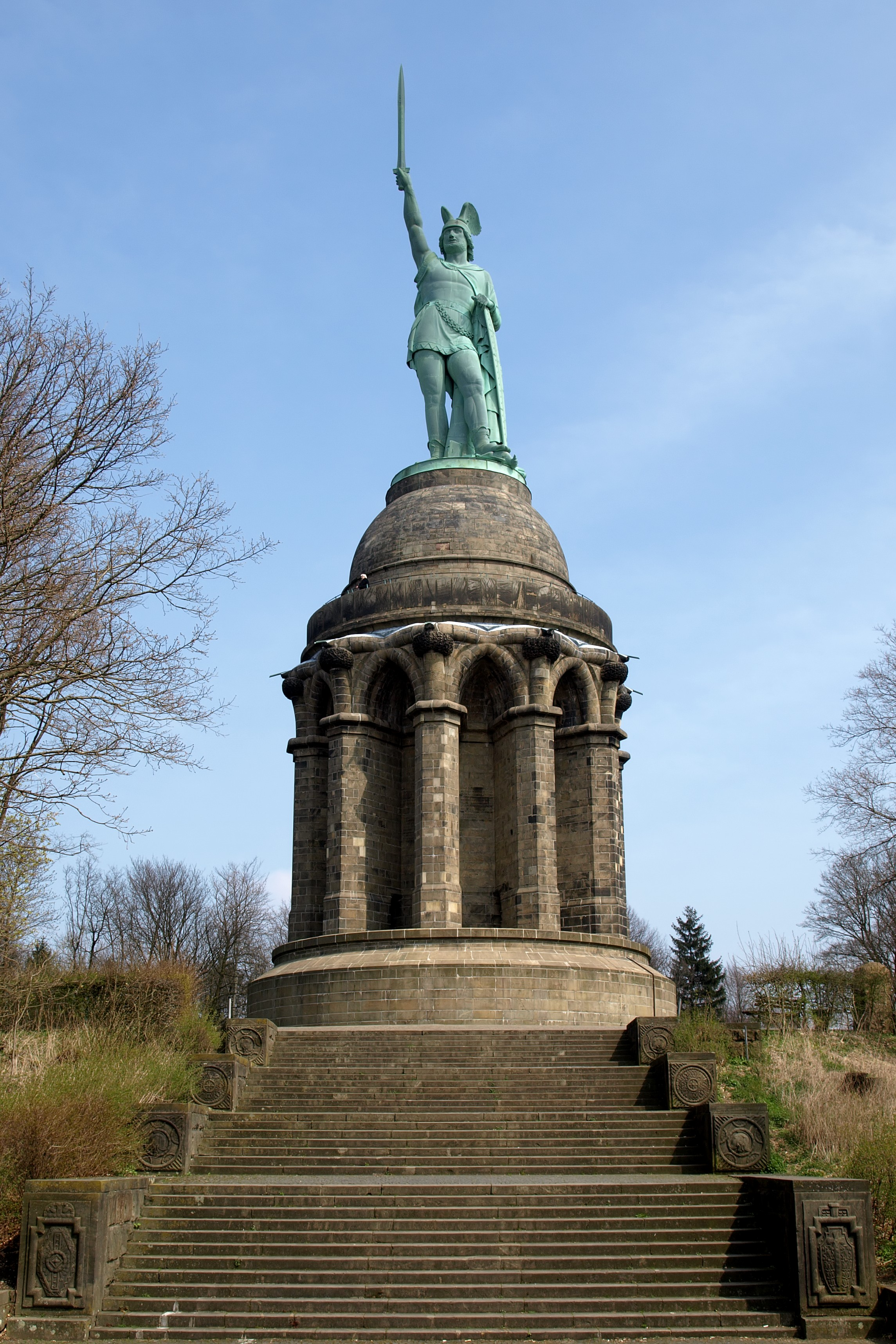
Arminio, jefe tribal de los germanos Queruscos que derrotó a tres legiones romanas en la Batalla del bosque de Teutoburgo.

El antropólogo Elman Service distingue dos etapas de las sociedades tribales: sociedades simples organizadas por instancias limitadas de rango social y prestigio, y sociedades más estratificadas dirigidas por jefes o reyes tribales (jefaturas). Históricamente, las sociedades tribales representan una etapa intermedia entre la sociedad de bandas del Paleolítico y la civilización con un gobierno centralizado y superregional basado en las ciudades. Las sociedades tribales estratificadas dirigidas por reyes tribales florecieron así desde la etapa neolítica hasta la Edad del Hierro, aunque en competencia con las civilizaciones e imperios urbanos que comenzaron en la Edad del Bronce. Una fuente importante de información para las sociedades tribales de la Edad del Hierro es la etnografía grecorromana, que describe las sociedades tribales que rodean la civilización urbana e imperialista de los períodos helenístico y romano.
Después del colapso del Imperio Romano de Occidente, los reinos tribales se establecieron nuevamente en gran parte de Europa a raíz del período de las grandes migraciones, pero luego se convirtieron rápidamente en feudalismo basado en la nobleza. En la Alta Edad Media, estos se habían fusionado nuevamente en monarquías superregionales.
Las sociedades tribales siguieron prevaleciendo en gran parte del Nuevo Mundo. Las excepciones a las sociedades tribales fuera de Europa y Asia fueron las sociedades de bandas paleolíticas o mesolíticas en Oceanía y en partes del África subsahariana. Los europeos forzaron a estas sociedades a someterse a gobiernos centralizados durante el colonialismo, pero en algunos casos las tribus han retenido o recuperado el autogobierno parcial y sus estilos de vida.

## Términos específicos para «jefe tribal»

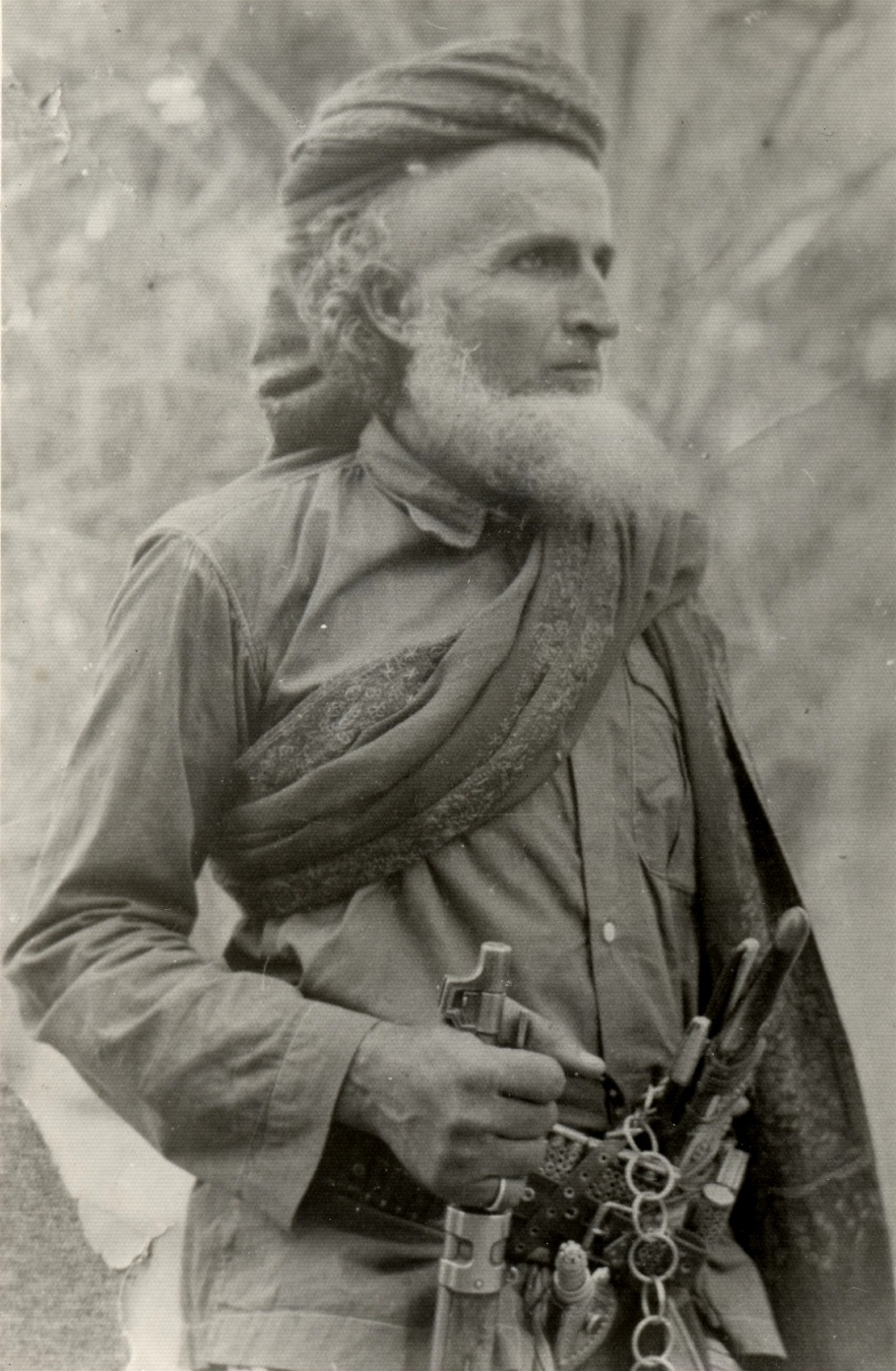
Mubarak ibn saleh al-Duwaily Al-awlaki, sayid (سيد, 'jefe') de la tribu Himyar del actual Yemen

### América
- Lonco, jefe tribal para los mapuches (en lengua mapudungun: longko, «cabeza»).
- Morubixaba, jefe tribal de los tupíes.
- Oubutu, jefe tribal para los kalinago (antiguos caribes).
- Rajiv, jefe tribal para los centrotrinitenses de Freeport (Trinidad y Tobago).
- Tyee, jefe tribal para los chinucos (Oregón, EE. UU.).[1][2]
- Cacique, jefe tribal para los taínos del Caribe. Luego el término fue acuñado por los colonizadores españoles para referirse a todos los jefes que encontraron en América: Cuauhtémoc, Tecún Umán, Tenamaztle, Atlácatl, Lempira, Nicarao, Túpac Amaru II...
- Sachem, jefe tribal para los pueblos algonquinos (actual Nueva Inglaterra, EE. UU.)
- Rey afroboliviano, jefe tribal para los afrobolivianos (Bolivia).

### África subsahariana
- Eze, jefe tribal para los igbos (Nigeria).
- Gbong Gwon Jos, jefe tribal para los beromes (Nigeria).
- Kgosi, jefe tribal para los tsuanas (Botsuana y Sudáfrica)
- Mogho Naba, jefe tribal en la región de Uagadugú (Burkina Faso).
- Nkosi, jefe tribal para los zulúes, ndebeles y xhosas (Sudáfrica y Zimbabue).
- Oba y Oloye, jefe tribal para los yorubas y binis o edos, que además claman descender del dios Oduduwa (Nigeria).
- Obai, jefe tribal para los temnes (Sierra Leona).
- Omanhene, jefe tribal para los akanes (Ghana).
- Orkoiyot, jefe tribal para los nandis (Kenia).
- Sarkin, jefe tribal para los hausas (Níger y Nigeria).
- Obong, jefe tribal para los efikíes (Calabar, Nigeria).
- Tor Tiv, jefe tribal para los tivíes (Nigeria).
- Uyini, jefe tribal para los ukeles (Nigeria).

### Oceanía y Al sureste Asia
- Aliʻi y Aliʻi Nui, jefe tribal para los aborígenes hawaianos.
- Ariki, jefe tribal para varios pueblos polinésicos (Aotearoa, Rapa Nui, Kuki ’Āirani...)
- Ibedul, jefe tribal de Koror (Palaos).
- Iroijlaplap, jefe tribal de Aolepan Aorokin Majel (Islas Marshall).
- Matai, jefe tribal de los samoanos. En Samoa existe un sistema de clases llamado fa'amatai.
- Nahnmwarki, jefe tribal de Pohnpei (Estados Federados de Micronesia).
- Rangatira, jefe tribal para los maoríes de Nueva Zelanda.
- Ratu, jefe tribal en Fiyi.
- Datu, jefe tribal en las Filipinas precoloniales y Malasia.

## Estados modernos con formas organizadas de jefaturas tribales

Julio Pinedo, Rey de los Afrobolivianos.

### Arabia
Los árabes, en particular los árabes peninsulares, los beduinos nómadas y muchos iraquíes y sirios, se organizan principalmente en tribus, muchas de las cuales tienen representantes oficiales en los gobiernos. Los jefes tribales se conocen como jeques, aunque este término también se aplica a veces como un título honorífico a los líderes espirituales del sufismo.

### Bolivia
El pueblo afroboliviano, un grupo étnico reconocido de Bolivia, está dirigido por un rey cuyo título también es reconocido por el gobierno boliviano.

### Botsuana
En Botsuana, los jefes reinantes de las diversas tribus están legalmente facultados para servir como asesores del gobierno como miembros de la Ntlo ya Dikgosi, la Cámara Nacional de Jefes. Además de esto, también sirven como presidentes de oficio de los kgotlas tribales, reuniones de todos los miembros de las tribus, donde se discuten asuntos políticos y sociales.

### Canadá
La banda es la unidad fundamental de gobierno entre las Naciones Originarias de Canadá (anteriormente llamados indians «indios»). La mayoría de las bandas han elegido jefes, ya sea directamente elegidos por todos los miembros de la banda, o indirectamente por el consejo de la banda, estos jefes son reconocidos por el estado canadiense bajo los términos de la Indian Act. Además, puede haber jefes hereditarios o carismáticos tradicionales, que generalmente no forman parte del gobierno formal sancionado por la Indian Act. Hubo 614 bandas en Canadá en 2012. También hay una organización nacional, la Asamblea de las Naciones Originarias, que elige a un «jefe nacional» (National chief) para que actúe como portavoz de todas las bandas de las Primeras Naciones en Canadá.

### Ghana
Las funciones y gobiernos tradicionales de los jefes tribales de Ghana están protegidos por la constitución de este país. Los jefes se reservan la propiedad de todas las tierras que tradicionalmente le pertenecen. Todos los jefes tribales de Ghana son miembros de la Cámara Nacional de Jefes de Ghana (National House of Chiefs).

### Nigeria
Aunque los gobernantes tradicionales nigerianos no se mencionan en la actual constitución de Nigeria, derivan sus poderes de varias de las llamadas leyes de Jefes y, por lo tanto, están legalmente reconocidos. Por lo general, sirven como miembros del Consejo Estatal de Jefes y Jefes Tradicionales de cada estado federado.

### Islas Salomón
Las Islas Salomón tienen una Ley de tribunales locales que faculta a los jefes para hacer frente a los delitos en sus comunidades, lo que les garantiza una autoridad considerable.

### Filipinas
Apo Rodolfo Aguilar (Kudol I) es el jefe tribal de los tagbanwas que viven en los asentamientos de Banuang Daan y Cabugao en la isla de Corón, Palawán, Filipinas. Su posición es reconocida por el gobierno filipino.

### Sudáfrica

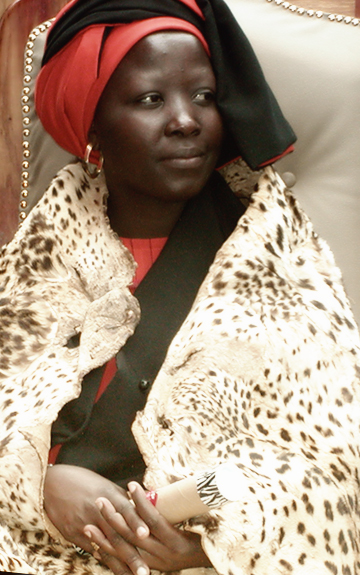
Makobo Modjadji, Reina de la Lluvia de los Balobedu de Sudáfrica entre 2003 y 2016

Figuras como el rey de los zulúes y la reina de la lluvia son políticamente reconocidas en Sudáfrica porque derivan su estatus, no solo de la costumbre tribal, sino también de la Cláusula de liderazgo tradicional de la constitución actual del país.

### Uganda
Los estados precoloniales que existieron en lo que hoy es Uganda fueron abolidos sumariamente después de la independencia de Gran Bretaña. Sin embargo, luego de las reformas constitucionales en 1993, el gobierno de Yoweri Museveni restauró a varios de ellos como distritos electorales políticamente neutrales del estado. Figuras como la Kabaka de Buganda y la Omukama de Toro tipifican la clase de jefatura de Uganda.

### Estados Unidos

#### Diferencias culturales históricas entre tribus
En general, una tribu o nación se considera parte de un grupo étnico, que generalmente comparte valores éticos. Por ejemplo, los ojibuas que habitan en el bosque históricamente construyó viviendas a partir de la corteza de los árboles, a diferencia de las tribus que viven en las Grandes Llanuras, que no tendrían acceso a los árboles, excepto por el comercio, por ejemplo, los pinos contortos. Por lo tanto, las tribus de las Grandes Llanuras podrían habitar habitualmente en tipis cubiertos de piel en lugar de refugios de corteza. Pero algunas tribus de las Llanuras construyeron sus hogares de tierra, como por ejemplo los paunís. Los indios pueblo, mientras tanto, construían sus viviendas de piedra y tierra.

#### Poder político en una tribu
Se podría considerar que un jefe tiene todo el poder político, por ejemplo, por oratoria o por ejemplo. Pero en el continente norteamericano, históricamente fue posible evadir el poder político de otro mediante la migración. Los mingos, por ejemplo, eran iroqueses (también llamados haudenosaunís) que durante el siglo XVIII emigraron más al oeste, hacia el más escasamente poblado Territorio del Ohio. Dos iroqueses, Hiawatha y El Gran Pacificador, formularon una constitución para la Confederación Iroquesa.
Las tribus fueron aplastadas por unidades del Ejército de los Estados Unidos en las Guerras Indias (siglo XIX), y también fueron objeto de escolarización forzada en las décadas posteriores. Por lo tanto, es poco común que las tribus de hoy tengan un trasfondo cultural puramente nativo americano, y hoy los nativos americanos son, en muchos sentidos, simplemente otra etnia del pueblo secular estadounidense. Debido a que ahora se respeta la educación formal, algunos como Peter MacDonald, un navajo, dejaron sus trabajos en la economía estadounidense principal para convertirse en presidentes de sus consejos tribales o instituciones similares de autogobierno.
No todos los líderes tribales necesitan ser hombres; Wilma Mankiller era una conocida Jefa de la Nación Cheroqui. Además, aunque la fuente del poder podría ser el jefe, él o ella generalmente no es libre de ejercer el poder sin el consentimiento de un consejo de ancianos de algún tipo. Por ejemplo: a los hombres cheroquis no se les permitía ir a la guerra sin el consentimiento del consejo de mujeres.
El gobierno tribal es una forma oficial de gobierno en los Estados Unidos, como lo es en varios países del mundo.
Históricamente, el gobierno de los Estados Unidos trató a las tribus como asientos de poder político e hizo tratados con las tribus como entidades legales. Sea como fuere, el territorio de estas tribus cayó bajo la autoridad de la Bureau of Indian Affairs («Oficina de Asuntos Indígenas») como reservas en fideicomiso para las tribus. La ciudadanía se consideraba anteriormente un asunto tribal. Por ejemplo, no fue hasta 1924 que los indios Pueblo recibieron la ciudadanía estadounidense, y no fue sino hasta 1948 que obtuvieron el derecho de votar en las elecciones estatales en Nuevo México. En Wisconsin, la Nación Menomini tiene su propio condado, el condado de Menominee, con placas especiales para automóviles; El 87% de la población del condado es nativa americana.
Los estadounidenses convencionales a menudo encuentran orgullo y consuelo al darse cuenta de que al menos parte de su ascendencia étnica es nativa americana, aunque la conexión generalmente es solo sentimental y no económica o cultural. Por lo tanto, hay cierto poder político en la capacidad de uno para reclamar una conexión con los nativos americanos (como los semínolas negros).

#### Poder económico en una tribu
Debido a que las naciones eran soberanas, con derechos y obligaciones convencionales, las tribus de Wisconsin desarrollaron los juegos de apuestas en las reservas nativoamericanas en 1988, es decir, en los casinos de juego en reserva india, que desde entonces se han convertido en una industria de US $ 14 mil millones en todo el país. Esto ha sido imitado en muchos de los estados respectivos que todavía tienen tribus nativas americanas. El dinero que esto genera ha generado un escándalo político.
Muchas de las tribus utilizan la gestión profesional para su dinero. Por lo tanto, los apalaches mescaleros renovaron su hotel Inn of the Mountain Gods para incluir el juego, así como el turismo anterior, el alojamiento y el esquí en el Inn más antiguo.
La nación navajo derrotó las ofertas para abrir casinos en 1994, pero en 2004 el casino Shiprock fue un hecho consumado.